# Crosslauf-Weltmeisterschaften 1985
Die 13. Crosslauf-Weltmeisterschaften der IAAF fanden am 24. März 1985 im Centro Desportivo Nacional do Jamor von Lissabon (Portugal) statt.
Die Männer starteten über eine Strecke von 12,19 km, die Frauen über 4,99 km und die Junioren über 8,19 km.

## Ergebnisse

### Männer

#### Einzelwertung
| Platz | Athlet              | Land | Zeit (min) |
| ----- | ------------------- | ---- | ---------- |
| 1     | Carlos Lopes        | POR  | 33:33      |
| 2     | Paul Kipkoech       | KEN  | 33:37      |
| 3     | Wodajo Bulti        | ETH  | 33:38      |
| 4     | Bekele Debele       | ETH  | 33:45      |
| 5     | John Treacy         | IRL  | 33:48      |
| 6     | Kassa Balcha        | ETH  | 33:51      |
| 7     | Christoph Herle     | FRG  | 33:53      |
| 8     | Abdelrazzak Bounour | ALG  | 33:54      |

Von 298 gestarteten Athleten erreichten 294 das Ziel, von denen einer disqualifiziert wurde.
Weitere Teilnehmer aus deutschsprachigen Ländern:
- 57: Hans-Jürgen Orthmann (FRG), 34:54
- 75: Michael Scheytt (FRG), 35:03
- 77: Konrad Dobler (FRG), 35:04
- 99: Marius Hasler (SUI), 35:21
- 108: Robert Schneider (FRG), 35:23
- 117: Michael Spöttel (FRG), 35:26
- 138: Ralf Salzmann (FRG), 35:42
- 159: Herbert Stephan (FRG)
- 161: Bruno Lafranchi (SUI)
- 193: Kai Jenkel (SUI)
- 196: Othmar Schoop (SUI)
- 221: Werner Meier (SUI)
- 229: Jean-Pierre Berset (SUI)
- 235: Markus Hacksteiner (SUI)

#### Teamwertung
| Platz | Land und Athleten                                                                                | Gesamtpunktzahl und Einzelplatzierung |
| ----- | ------------------------------------------------------------------------------------------------ | ------------------------------------- |
| 1     | Äthiopien Wodajo Bulti Bekele Debele Kassa Balcha Girma Berhanu Chala Urgessa Hailu Wolde Tsadik | 129 03 04 06 028 033 055              |
| 2     | Kenia Paul Kipkoech Andrew Masai Boniface Merande Joshua Kipkemboi Jackson Ruto James Kipngetich | 141 02 014 017 022 041 045            |
| 3     | Vereinigte Staaten Bruce Bickford Pat Porter Ed Eyestone Craig Virgin Mark Curp Jeff Drenth      | 153 010 012 016 019 040 056           |

Insgesamt wurden 33 Teams gewertet. Die bundesdeutsche Mannschaft belegte mit 441 Punkten den elften und die Schweizer Mannschaft mit 1099 Punkten den 26. Platz.

### Frauen

#### Einzelwertung
| Platz | Athletin           | Land | Zeit (min) |
| ----- | ------------------ | ---- | ---------- |
| 1     | Zola Budd          | ENG  | 15:01      |
| 2     | Cathy Branta       | USA  | 15:24      |
| 3     | Ingrid Kristiansen | NOR  | 15:27      |
| 4     | Fița Lovin         | ROU  | 15:35      |
| 5     | Cornelia Bürki     | SUI  | 15:38      |
| 6     | Angela Tooby       | WAL  | 15:40      |
| 7     | Olga Bondarenko    | URS  | 15:40      |
| 8     | Sue Bruce          | NZL  | 15:42      |

Alle 131 gestarteten Athletinnen erreichten das Ziel.
Weitere Teilnehmerinnen aus deutschsprachigen Ländern:
- 74: Susanne Riermeier (FRG), 16:34
- 82: Astrid Schmidt (FRG), 16:44
- 85: Martine Oppliger (SUI), 16:47
- 92: Christiane Finke (FRG), 16:54
- 99: Ute Jamrozy (FRG), 17:01
- 102: Daria Nauer (SUI), 17:04
- 111: Isabella Moretti (SUI), 17:22

#### Teamwertung
| Platz | Land und Athletinnen                                                                    | Gesamtpunktzahl und Einzelplatzierung |
| ----- | --------------------------------------------------------------------------------------- | ------------------------------------- |
| 1     | Vereinigte Staaten Cathy Branta Betty Springs Shelly Steely Kathryn Hayes               | 42 02 09 15 16                        |
| 2     | Sowjetunion Olga Bondarenko Tetjana Posdnjakowa Marina Rodtschenkowa Irina Bondartschuk | 77 07 19 20 31                        |
| 3     | Rumänien Fița Lovin Elena Fidatof Paula Ilie Mariana Stanescu                           | 96 04 10 34 48                        |

Insgesamt wurden 23 Teams gewertet. Die Schweizer Mannschaft belegte mit 303 Punkten den 18. Platz, die bundesdeutsche Mannschaft mit 347 Punkten den 20. Platz.

### Junioren

#### Einzelwertung
| Platz | Athlet                 | Land | Zeit (min) |
| ----- | ---------------------- | ---- | ---------- |
| 1     | Kipkemboi Kimeli       | KEN  | 22:18      |
| 2     | Habte Negash           | ETH  | 22:37      |
| 3     | Wolde Silasse Melkessa | ETH  | 22:37      |

Von 141 gestarteten Athleten erreichten 139 das Ziel.
Teilnehmer aus deutschsprachigen Ländern:
- 37: Heinz-Bernd Bürger (FRG), 23:59
- 42: Axel Hardy (FRG), 24:04
- 52: Daniel Hacksteiner (SUI), 24:16
- 80: Karsten Müller (FRG), 24:45
- 83: Dieter Ranftl (FRG), 24:47

#### Teamwertung
| Platz | Land und Athleten                                                          | Gesamtpunktzahl und Einzelplatzierung |
| ----- | -------------------------------------------------------------------------- | ------------------------------------- |
| 1     | Äthiopien Habte Negash Wolde Silasse Melkessa Rafera Workench Tilahun Ebba | 16 02 03 04 07                        |
| 2     | Kenia Kipkemboi Kimeli Ngotho Musyoki Lawrence Gatogo Samuel Okemwa        | 26 01 05 06 14                        |
| 3     | Spanien José Manuel García Alejandro Gómez Antonio Pérez Antonio Peula     | 64 09 16 17 22                        |

Insgesamt wurden 22 Teams gewertet. Die bundesdeutsche Mannschaft belegte mit 242 Punkten den zwölften Platz.